# Yukari Miyake

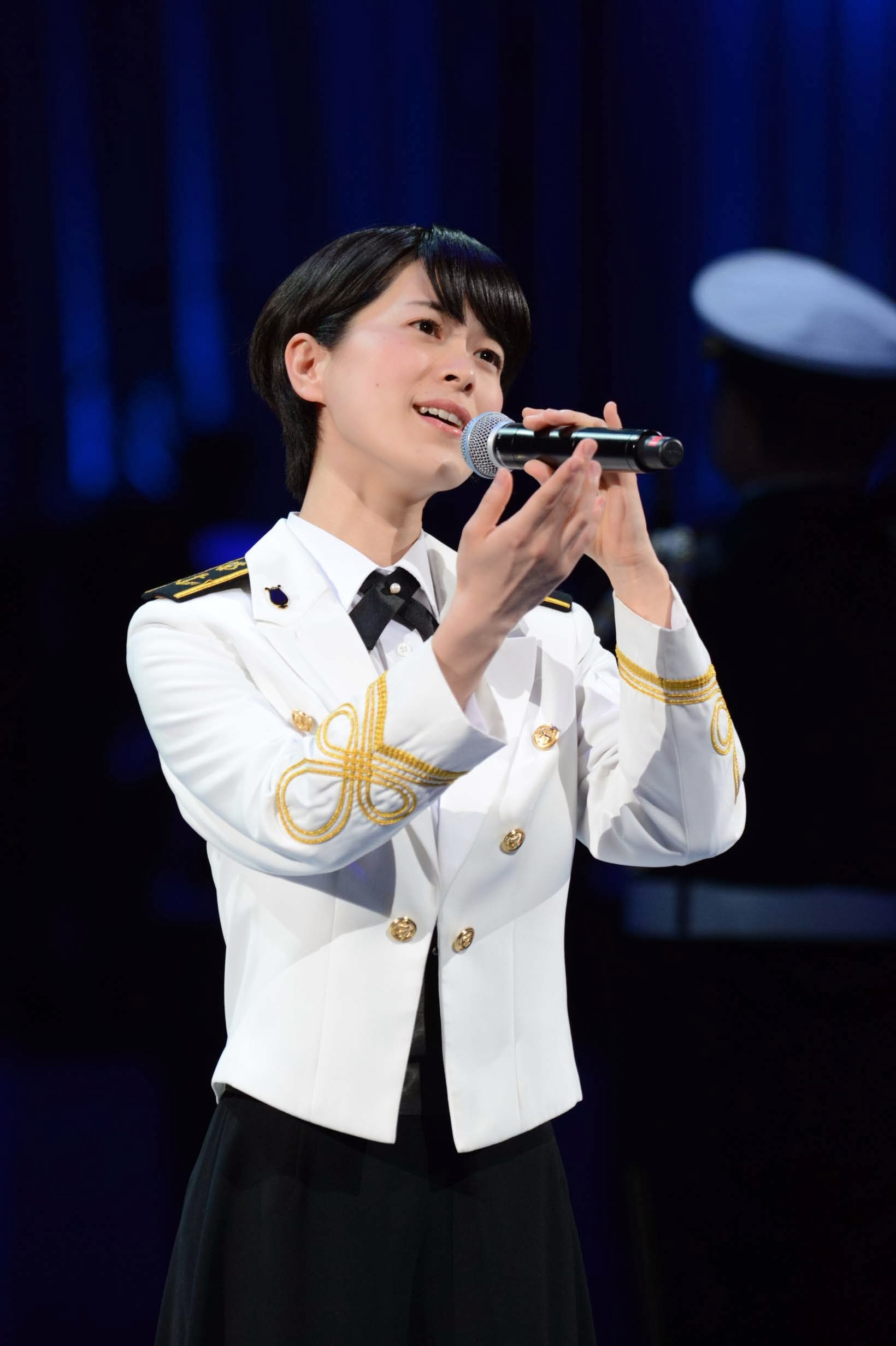
Yukari Miyake

Yukari Miyake (jap. 三宅 由佳莉, Miyake Yukari; * 14. Dezember 1986 in Kurashiki, Präfektur Okayama) ist eine Angehörige der japanischen Meeresselbstverteidigungsstreitkräfte und Sängerin.

## Leben
Miyake studierte Gesang an der Fakultät für Künste der Nihon-Universität. Gegen Ende ihres Studiums wurde sie von einem Unternehmen angestellt und es zeichnete sich ab, dass sie ihre gesanglichen Ambitionen aufgeben werden müsse. Einer ihrer Professoren schlug Miyake daraufhin vor, den Selbstverteidigungsstreitkräften beizutreten, da sie dort die Chance hätte, weiterhin musikalisch aktiv zu sein. Im April 2009 trat sie in die Selbstverteidigungsstreitkräfte ein. Heute ist sie ein nitō kaisō (Unteroffizier 2. Klasse, vergleichbar mit einem deutschen Bootsmann) und gehört dem Orchester der Meeresselbstverteidigungsstreitkräfte an.
Im Juli 2013 wurde ihr Lied Inori ~a prayer (Piano version) zur Unterstützung des Wiederaufbaus nach dem Tōhoku-Erdbeben auf YouTube hochgeladen. Das Lied wurde wenig später in verschiedenen Nachrichtensendungen gespielt und führte Ende August 2013 zu der Veröffentlichung ihres Debütalbums. Bereits einen Monat später stieg ihr Album mit einer Topposition in die Oricon-Charts ein.

## Diskografie
- Inori — Mirai e no Utagoe (祈り〜未来への歌声, 28. August 2013)